# Amblyteles triguttatus
Amblyteles triguttatus là một loài tò vò trong họ Ichneumonidae.